# Institut für Umweltplanung
Das Institut für Umweltplanung Ulm (IUP) war das Nachfolgeinstitut der Hochschule für Gestaltung Ulm (HfG Ulm) und existierte von 1969 bis 1972. 

## Geschichte
Am 14. Oktober 1969 erfolgte die Eröffnung des „Instituts für Gestaltung der Universität Stuttgart und Ulm“ durch den Rektor der Universität Stuttgart, Heinz Blenke. Neben 35 Studenten der 1968 geschlossenen Hochschule für Gestaltung, die am neuen Institut ihr Studium abschließen wollten, hatten sich 50 Bewerber mit abgeschlossener Ausbildung für das in Ulm vorgesehene Aufbaustudium beworben. Das Aufbaustudium gliederte sich in fünf Bereiche:
1. Kommunikationsbereich
2. Methodenbereich
3. Planungsbereich
4. Problembereich
5. Projektbereich

Das Institut änderte seinen Namen von „Umweltgestaltung in Institut für Umweltplanung (IUP)“, weil sich der größte Teil der Veranstaltungen und auch ein Teil der Projekte mit der Entwicklung der methodisch-wissenschaftlichen Grundlagen des Planens befassten. Das Institut unterstand der Universität Stuttgart, durfte aber kein akademisches Diplom verleihen, sondern lediglich eine Studienbescheinigung. Dennoch erfreute es sich eines großen Zuspruchs von Studierenden, der noch einige Zeit durch den Ruf der HfG Ulm beeinflusst war. Nachdem das IUP 1970 27 Diplomarbeiten angenommen hatte, waren es 1972 32. Die Themen reichten von theoretischen Arbeiten wie Gestaltungstheorie bis zu konkreten Designthemen wie etwa Möbelsystem oder Nutzfahrzeuge (Baukastensystem). 
Das IUP hat in der kurzen Zeit seines Bestehens sieben Arbeitsberichte, acht Diskussionspapiere und vier Institutsberichte publiziert. Nachdem alle Studierenden ihren Abschluss hatten, wurde das Institut geschlossen. Ein Teil des Etats kam der Universität Stuttgart zugute. Am 30. September 1972 wurde der Lehrbetrieb eingestellt.